# Киз, Исраэль
Исраэль Киз (англ. Israel Keyes, 7 января 1978, Ричмонд, Юта — 2 декабря 2012, Анкоридж) — американский серийный убийца, грабитель (в том числе банков), поджигатель, похититель, насильник и некрофил, убивший по меньшей мере 11 жертв в Соединённых Штатах с июня 2001 года по февраль 2012 года. 
Ещё в 1996 году он признал себя виновным в насильственных преступлениях, сексуальном насилии над девочкой-подростком в Орегоне, в серии мелких преступлений в нескольких штатах, которые продолжались до его ареста в 2012 году.
В ожидании суда Киз безуспешно пытался бежать, но когда понял что это бесполезно — покончил жизнь самоубийством, перерезав себе вены, и одновременно повесившись.
Предсмертная записка, найденная рядом с его телом, была текстом восхваляющим убийства, но не содержала никаких подсказок о других возможных жертвах. В 2020 году ФБР опубликовало рисунки одиннадцати черепов и одной пентаграммы, которые были нарисованы кровью и найдены под кроватью в тюремной камере Киза после его самоубийства. На одном из рисунков внизу была написана фраза «МЫ ЕДИНЫ». ФБР считает, что количество черепов совпадает с тем, что считается общим числом его жертв..